# أوليفر ويلسون
أوليفر ويلسون (بالإنجليزية: Oliver Wilson) هو لاعب غولف بريطاني، ولد في 14 سبتمبر 1980 في منسفيلد ‏ في المملكة المتحدة.

## وصلات خارجية
- أوليفر ويلسون على موقع رابطة أوروبا للاعبي الغولف المحترفين (الإنجليزية)
- أوليفر ويلسون على موقع التصنيف العالمي الرسمي للغولف (الإنجليزية)